# 송언석
송언석(宋彦錫, 1963년 5월 16일~)은 대한민국의 관료, 정치인이다. 제20·21·22대 국회의원이다.
제29회 행정고시에 합격하고 기획예산처에서 근무하였다. 2015년 10월 21일부터 2017년 6월까지 제7대 기획재정부 제2차관을 지냈다. 2018년 대한민국 재보궐선거에서 자유한국당 김천시 후보로 출마하여 제20대 국회의원으로 당선되었다. 이후 같은 지역구에서 2020년과 2024년 총선에서 당선되었다.

## 학력
- 1970~1976 김천중앙국민학교 졸업
- 1976~1979 김천석천중학교 졸업
- 1979~1982 경북고등학교 졸업
- 서울대학교 법과대학 법학과 학사
- 서울대학교 대학원 행정학 석사
- 뉴욕 주립 대학교 버팔로 대학원 경제학 석사
- 뉴욕 주립 대학교 버팔로 대학원 경제학 박사

## 경력
- 제29회 행정고시 합격
- 기획예산처 정부개혁실 재정1팀 팀장
- 기획예산처 건설교통예산과 과장
- 2005. 5. 기획예산처 재정전략실 균형발전정책팀 팀장
- 2006. 9. 기획예산처 재정전략실 재정정책과 과장
- 대통령자문 국민경제자문회의 대외산업국장
- 소방방재청 소방산업진흥정책심의위원
- 2010. 9.~2012. 1. 기획재정부 예산실 행정예산심의관
- 2012. 1.~2013. 4. 기획재정부 예산실 경제예산심의관
- 한국해양과학기술원 당연직이사
- 2013. 4.~2014. 8. 기획재정부 예산실 예산총괄심의관
- 2014. 8.~2015. 10. 기획재정부 예산실 실장
- 2015. 10.~2017. 6. 기획재정부 제2차관
- 국민대학교 특임교수
- 2018: 자유한국당 입당
- 2018. 2.~2018. 9. 자유한국당 경상북도당 김천시 당원협의회 위원장
- 2018년 6월 13일: 2018년 대한민국 재보궐선거 당선(경북 김천시, 자유한국당, 초선)
- 2018. 8.~2020. 1. 여의도연구원 1부원장
- 2018. 12.~2020. 2. 자유한국당 경상북도당 김천시 당원협의회 위원장
- 2018. 12. 자유한국당 원내부대표
- 2019. 1.~2019. 2. 자유한국당 2.27 전대 선관위 준비위원
- 2019. 3.~2019. 5. 자유한국당 文정권 경제실정백서특별위원회 위원
- 2019. 6.~2019. 9. 자유한국당 2020 경제대전환 위원회 활기찬 시장경제 분과위원장
- 2019. 6.~2019. 9. 자유한국당 2020 경제대전환 위원회 총괄·비전 2020 위원
- 2019. 12.~2020. 2. 자유한국당 전략기획부총장
- 2020. 3.~2020. 4. 제21대 국회의원 선거 미래통합당 중앙선거대책위원회 선거대책부본부장
- 2020년 4월 15일: 제21대 국회의원 선거 당선(경북 김천시, 미래통합당, 재선)
- 2020. 5. ~ 2020. 9. 미래통합당 경상북도당 김천시 당원협의회 위원장
- 2020. 6.~2020. 9. 미래통합당 비상대책위원장 비서실장
- 2020. 9.~ 국민의힘 경상북도당 김천시 당원협의회 위원장
- 2020. 9.~2021. 4. 국민의힘 비상대책위원장 비서실장
- 2020. 9.~2021. 4. 국민의힘 호남 동행 국회의원 발대식 명예의원(전라북도 전주시)
- 2020. 10.~2021. 4. 국민의힘 약자와의 동행 위원회 입법동행분과 위원
- 2021. 9.~2021. 11. 제20대 대통령 선거 국민의힘 윤석열 대통령 경선후보 정책본부 정책총괄본부 정책조정본부장
- 2021. 12.~2022. 1. 제20대 대통령 선거 국민의힘 윤석열 대통령 후보 선거대책위원회 정책총괄본부 정책조정본부장 겸 민생회복정책추진단 총괄간사
- 2021. 12.~2022. 3. 제20대 대통령 선거 국민의힘 경북을 살리는 선거대책위원회 선거대책위원장단 공동선거대책위원장
- 2022. 1.~2022. 3. 제20대 대통령 선거 국민의힘 윤석열 대통령 후보 정책본부 정책조정본부장 겸 민생회복정책추진단 총괄간사
- 2022. 3.~2023. 4. 국민의힘 원내수석부대표
- 2022. 5.~2022. 6. 제8회 전국동시지방선거 국민의힘 시민이 힘나는 선거대책위원회 원내대책본부장
- 2022. 7.~2022. 7. 국민의힘 당 상임위원장 후보자 선출 선거관리위원회 위원장
- 2022. 9.~2022. 9. 국민의힘 원내대표와 국회 운영위원장 선출을 위한 선거관리위원회 위원장
- 2022. 10.~2022. 10. 국민의힘 당 국회부의장 후보자 선출 선거관리위원회 위원장
- 2022. 12.~2022. 12. 국민의힘 당 상임위원장 후보자 선출 선거관리위원회 위원장
- 2023. 3.~2023. 4. 국민의힘 원내대표와 국회 운영위원장 선출을 위한 선거관리위원회 위원장
- 2023. 7.~2024. 7. 국민의힘 경상북도당 위원장
- 2023. 10. 국민의힘 지역 필수 의료 혁신 태스크포스 위원
- 2023. 10.~2024. 4. 국민의힘 정책위원회 정책조정위원회 제1정조위원장(정무·기재·예결위 분야)
- 2024. 1.~2024. 4. 제22대 국회의원 선거 국민의힘 공약개발본부 개발본부장
- 2024. 2.~2024. 3. 2024년 상반기 재보궐선거 국민의힘 경상북도당 공천관리위원회 위원장
- 2024. 3.~2024. 4. 제22대 국회의원 선거 국민의힘 경북선거대책위원회 총괄선대위원장
- 2024년 4월 10일: 대한민국 제22대 국회의원 선거 당선(경북 김천시, 국민의힘, 3선)
- 2024. 6.~2024. 7. 국민의힘 정책위원회 산하 시급한 민생 현안 해결을 위한 재정·세제개편특별위원회 위원장
- 2024. 11.~2024. 12.: 국민의힘 민생경제특별위원회 부위원장
- 2025. 5.~2025. 6.: 제21대 대통령 선거 국민의힘 김문수 대통령 후보 경북 선거대책위원회 상임고문
- 2025. 5.~2025. 6.: 제21대 대통령 선거 국민의힘 김문수 대통령 후보 직속 대한민국경제재건축위원장
- 2025. 5.~2025. 6.: 제21대 대통령 선거 국민의힘 김문수 대통령 후보 직속 김문수 진짜경제팀 경제대책위원장
- 2025. 6.~: 국민의힘 원내대표
- 2025. 6.~2025. 6.: 국민의힘 비상대책위원회 위원(당연직)
- 2025. 6.~2025. 8.: 국민의힘 비상대책위원회 위원장
- 2025. 6.~2025. 8.: 여의도연구원 이사장

### 의정 활동
- 2018. 6.~2020. 5. 제20대 국회의원(경북 김천시, 자유한국당→미래통합당, 초선)
  - 2018. 7.~2019. 2. 제20대 국회 후반기 행정안전위원회 위원
  - 2018. 7.~2019. 5. 제20대 국회 후반기 예산결산특별위원회 위원
  - 2018. 12.~2019. 8. 제20대 국회 후반기 운영위원회 위원
  - 2019. 2.~2020. 5. 제20대 국회 후반기 국토교통위원회 위원
  - 2019. 10.~2020. 5. 제20대 국회 후반기 예산결산특별위원회 위원
- 2020. 5.~2024. 5. 제21대 국회의원(경북 김천시, 미래통합당→국민의힘→무소속→국민의힘, 재선)
  - 2020. 7.~2022. 5. 제21대 국회 전반기 국토교통위원회 위원
  - 2020. 7.~2024. 5. 전환기 한국경제 포럼 구성의원
  - 2022. 3.~2022. 5. 제21대 국회 전반기 국회운영위원회 간사
  - 2022. 3.~2022. 6. 제21대 국회 전반기 윤리특별위원회 위원
  - 2022. 7.~2023. 4. 제21대 국회 후반기 국회운영위원회 간사
    - 제21대 국회 후반기 국회운영위원회 국회운영개선소위원회 위원장
    - 제21대 국회 후반기 국회운영위원회 예산결산심사소위원회 위원

  - 2022. 7.~2024. 5. 제21대 국회 후반기 기획재정위원회 위원
    - 제21대 국회 후반기 기획재정위원회 경제재정소위원회 위원

  - 2022. 7.~2023. 2. 제21대 국회 후반기 정보위원회 위원
    - 제21대 국회 후반기 정보위원회 예산결산기금심사소위원회 위원

  - 2022. 7.~2022. 7. 제21대 국회 후반기 예산결산특별위원회 위원
  - 2022. 12.~2023. 4. 제21대 국회 후반기 윤리특별위원회 간사
    - 제21대 국회 윤리특별위원회 제2소위원회 위원장

  - 2023. 7~2024. 5. 제21대 국회 후반기 예산결산특별위원회 간사
    - 제21대 국회 후반기 예산결산특별위원회 결산심사소위원회 위원장
    - 제21대 국회 후반기 예산결산특별위원회 예산안등조정소위원회 위원
- 2024. 5.~ 제22대 국회의원(경북 김천시, 국민의힘, 3선)
  - 2024. 6.~2024. 7. 제22대 국회 전반기 예산결산특별위원회 위원
  - 2024. 6.~2025. 6. 제22대 국회 전반기 기획재정위원회 위원장
  - 2024. 7.~ 제22대 국회 전반기 정각회 부회장
  - 2025. 6.~ 제22대 국회 전반기 국회운영위원회 위원
  - 2025. 6.~ 제22대 국회 전반기 정보위원회 위원
  - 2025. 7.~ 2025. 8. 제22대 국회 전반기 환경노동위원회 위원
  - 2025. 8.~ 제22대 국회 전반기 외교통일위원회 위원

## 역대 선거 결과
|  | 50.31% |

|  | 74.52% |

|  | 65.78% |

## 소속 정당
| 소속 정당 | 소속 정당  | 소속 기간 | 비고      |
| --------- | ---------- | --------- | --------- |
|           | 자유한국당 | 2018~2020 | 정계 입문 |
|           | 미래통합당 | 2020      | 합당      |
|           | 국민의힘   | 2020~2021 | 당명 변경 |
|           | 무소속     | 2021      | 탈당      |
|           | 국민의힘   | 2021~현재 | 복당      |

## 같이 보기
- 김천시 (1996년 선거구)
- 김천시의 국회의원
- 대한민국의 기획재정부 차관